# ليليانا ميركادو
ليليانا ميركادو (بالإسبانية: Liliana Mercado) (22 أكتوبر 1988 بالمكسيك - ) هي لاعبة كرة قدم مكسيكية في مركز الوسط. شاركت مع منتخب المكسيك لكرة القدم للسيدات.

## وصلات خارجية
- ليليانا ميركادو على موقع الاتحاد الدولي (مؤرشف)  (الإنجليزية)
- ليليانا ميركادو على موقع الاتحاد الأوربي (الإنجليزية)
- ليليانا ميركادو على موقع بطولة كرة القدم المكسيكية للسيدات (الإسبانية)
- ليليانا ميركادو على موقع قاعدة بيانات كرة القدم.إي يو (الإنجليزية)
- ليليانا ميركادو على موقع عالم كرة القدم.نت (الإنجليزية)